# 高倉透
高倉 透（たかくら とおる、1962年（昭和37年）3月10日 - ）は、日本の銀行家。三井住友トラスト・ホールディングス取締役執行役社長、一般社団法人信託協会会長。大阪府出身。

## 経歴
- 1980年3月 - 大阪府立天王寺高等学校卒業[2]
- 1984年3月 - 東京大学法学部卒業[3]
- 1984年4月 - 住友信託銀行入行
- 2005年6月 - 高槻支店長
- 2006年6月 - リテール企画推進部長
- 2009年5月 - 人事部長
- 2009年11月 - 統合推進部長
- 2010年6月 - 執行役員 統合推進部長
- 2012年4月 - 三井住友トラスト・ホールディングス 常務執行役員、三井住友信託銀行 取締役常務執行役員
- 2013年7月 - 三井住友トラスト・ホールディングス 常務執行役員 経営企画部長、三井住友信託銀行 取締役常務執行役員 経営企画部長
- 2014年1月 - 三井住友トラスト・ホールディングス 常務執行役員、三井住友信託銀行 取締役常務執行役員
- 2017年4月 - 三井住友トラスト・ホールディングス 専務執行役員、三井住友信託銀行 取締役専務執行役員
- 2017年6月 - 三井住友トラスト・ホールディングス 取締役執行役専務、三井住友信託銀行 取締役専務執行役員
- 2019年6月 - 三井住友トラスト・ホールディングス 執行役員、三井住友信託銀行 取締役専務執行役員
- 2021年4月 - 三井住友トラスト・ホールディングス 執行役社長、三井住友信託銀行 取締役
- 2021年4月 - 一般社団法人信託協会 会長
- 2021年6月 - 三井住友トラスト・ホールディングス 取締役執行役社長